# Nationell vägdatabas
Nationell vägdatabas (NVDB) är Trafikverkets databas över vägnätet i Sverige. 
NVDB är ett samarbete mellan Trafikverket, Sveriges kommuner och landsting, skogsnäringen, Transportstyrelsen och Lantmäteriet. NVDB är resultatet av ett regeringsuppdrag som dåvarande Vägverket fick 1996.